# Forum de Lille
Pour les articles homonymes, voir Forum.
Le Forum de Lille mentionné dans la Charte de Baudouin V de 1066 est une partie du cœur historique de la ville, devenu la paroisse Saint-Étienne, quartier du commerce et de la finance puis une partie touristique de l’hypercentre avec des commerces de luxe et des restaurants. 

## Origines

### Le site

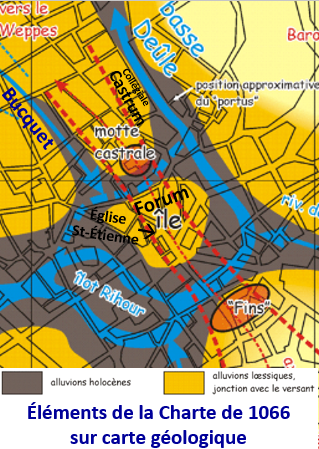
Éléments de la Charte de 1066 sur carte géologique

Le forum était probablement situé dans un îlot, ou une presqu’île, terre légèrement surélevée entre des bras de la Deûle qui s’étendait autour des rues de la Grande Chaussée et Lepelletier jusqu'en bordure de la future Grand-Place). Avant les aménagements du  XIIIe siècle, la rivière s’écoulait au sud-ouest entre la rue de la Chambre des Comptes, la rue  de Pas et la rue Esquermoise, au sud-est sur une grande partie de l'actuelle place du Théâtre entre le boulevard Carnot et la rue de la Clef et sur la place du Général de Gaulle. Au nord-ouest, un bras de la Deûle à l’emplacement de la rue Basse aurait complété la ceinture aquatique.
En ce qui concerne les voies terrestres, la rue de la Grande Chaussée faisait partie d’un axe sud-est-nord-ouest comprenant la rue de la Cordwannerie (rue Paris puis Pierre-Mauroy), la rue Saint-Pierre (rue de la Monnaie). La liaison entre la rue de Paris et la rue de la Grande Chaussée à la traversée de la  zone humide, qui sera asséchée  plus tardivement à l'emplacement d'un  ancien bras de la Deûle, était probablement assurée à l’emplacement de la Vieille Bourse où un sondage a révélé un passage plus élevé.

### Le forum dans la Charte de 1066
Le forum avec son église Saint-Étienne fait partie, avec le « castrum », Fins et le « suburbium », celui-ci non localisé, des lieux mentionnés par la Charte de dotation de la Collégiale Saint-Pierre de 1066, plus ancien texte donnant quelques éléments sur la ville de Lille.
Le passage de la Charte « un lieu que nos aïeux progenitores nommaient Isla », permet à la plupart des historiens de conclure au développement progressif d’une agglomération qui se serait amorcé aux environs de l’an 1000 .
On ignore lequel des deux éléments forum et castrum cités dans la Charte a précédé l’autre ou si leur apparition est contemporaine, Fins étant généralement considéré comme n’ayant pris son importance qu’un peu plus tardivement, à partir du XIe siècle.

### Hypothèses historiques

#### Enceinte
D’après l'historien Jean-Denis Clabaut, le forum aurait été entouré d’une enceinte semi circulaire s’adossant au fossé de la Motte (derrière la rue Basse), intégrant l’ancienne église Saint-Étienne. Cette enceinte aurait longé la rue de la Clef ce que laisse supposer l’orientation des parois de fonds de caves entre cette rue et la rue de la Grande Chaussée. Elle se serait prolongée jusqu'à l'ancienne  église Saint-Étienne qu'elle aurait englobée. Son tracé est plus difficile à restituer le long de la rue Esquermoise, le cours primitif de la Deûle à cet emplacement étant mal connu.

#### Voie terrestre
L’orientation oblique des parcelles cadastrales par rapport à la rue de la Grande Chaussée sur son tronçon au départ de la place du Théâtre, alors que celles-ci sont perpendiculaires au-delà jusqu'à la rue des Chats-Bossus, permet de proposer le tracé d’une  voie primitive entre cette rue et la rue Lepelletier qui serait passée au pied de la motte au sud-ouest. Cette voie prolongée à l’emplacement de l’actuelle rue Pharaon de Winter constituant, au-delà, la route de Saint-André, aurait été remplacée au cours du XIIe siècle par le parcours actuel vers la place Louise de Bettignies et la rue de la Monnaie.

#### Étendue
D'après Nicolas Dessaux, le forum se serait étendu jusqu'à la rue des Arts qui en aurait été la limite.

## La paroisse Saint-Étienne

### Territoire de la paroisse
La paroisse Saint-Étienne s'étend progressivement au-delà du forum originel.
Sa limite avec la paroisse Saint-Maurice est fixée par un rempart du XIIe siècle dont le fossé deviendra, après l’extension de l’enceinte pour englober les paroisses Saint-Maurice et Saint-Sauveur, le canal puis la rue des Ponts-de-Comines .
Cependant, avant le XIIIe siècle l’urbanisation ne dépasse pas la Grand-Place régulièrement inondée. Le marché de Lille se serait donc tenu à l’intérieur du forum dans un endroit qui n’a pu être déterminé précisément.
Ce rempart du XIIe siècle étend le territoire de la paroisse au nord de la rue des Arts jusqu'au canal des Sœurs Noires à mi-distance avec la rue des Jardins parallèle dont l'emplacement reste en dehors de la ville fortifiée jusqu'à son agrandissement de 1617  et au sud de la rue Esquermoise jusqu'à l'emplacement du canal des Poissonceaux probablement l'ancien fossé de cette enceinte sur le tracé des actuelles rues Jean Roisin et de Pas. 
Le territoire de la Grand-Place est au sud-est asséché par l’établissement d’une enceinte bordée de fossés à l’emplacement de la rue de la Vieille Comédie, de la place Rihour et par le creusement d’un réseau intérieur de canaux ce qui permet la construction de bâtiments en bordure  de la Grand-place opposée au forum, à  l’arrière de l’actuelle rue Saint-Nicolas : hospice Saint-Nicolas en 1231, halle échevinale en  1253, boucheries en 1262.
L'enceinte suivante construite au XIIIe siècle englobe l'îlot Rihour qui s'étend en longueur au sud du canal des Poissonceaux, approximativement de l'emplacement de l'actuelle rue des Fossés jusqu'au canal de la Baignerie à l'angle des actuelles rues Thiers et  de la Chambre des Comptes. L'îlot  reste un espace rural avant la construction du palais Rihour en 1453. Au centre de l'îlot, la rue Saint-Étienne est percée en 1592 à l'emplacement de l'hôtel Beaurepaire. À son autre extrémité près du canal de la Baignerie, l'îlot Rihour est occupé par le jardin des Albalétriers qui n'est urbanisé qu'au début du XVIIIe siècle avec la construction entre ce canal et la rue des Poissonceaux d'un temple Protestant en 1708 remplacé par un arsenal en 1733 et l'ouverture de la rue du Nouveau-Siècle en 1700 à l'emplacement de la caserne des Albalétriers.
Contrairement aux paroisses Saint-Maurice et Sainte-Catherine, les agrandissements de la ville au cours du XVIIe siècle étendent très peu la paroisse dont la limite  avec la paroisse Saint-Maurice est fixée, lors de l'agrandissement de 1603, par la nouvelle rue des Jésuites, actuelle rue de l'Hôpital Militaire au sud de l'ancien îlot  Rihour. L'extension du territoire de la ville conforte sa position centrale.

### Paroisse des marchands
La paroisse est depuis le Moyen-Âge celle des marchands, des patriciens, par opposition à la paroisse Saint-Pierre, domaine des clercs et de l'enseignement, aux paroisses Saint-Maurice et Saint-Sauveur peuplées majoritairement d'artisans, la paroisse Saint-Catherine étant un quartier pauvre et les paroisses Saint-André et de la Madeleine à l'intérieur de l'enceinte étendue de 1670, la résidence de la noblesse, de la magistrature et de la grande bourgeoisie.
D’après un recensement de 1617, la paroisse Saint-Etienne était la plus peuplées des 5 paroisses de Lille avec 9 704 habitants devant la paroisse Saint-Maurice avec 9 188 habitants sur une population totale de 32 604 habitants.

## Le quartier à l’époque contemporaine
L’église Saint-Etienne détruite par un incendie déclenché par les bombardements du siège de 1792 est remplacée comme église paroissiale par l’ancienne chapelle du collège des jésuites rue de l’hôpital militaire.
Le quartier conserve sa centralité avec sa fonction commerciale et financière mais comprend aussi des îlots de misère avec des caves habitées par des familles ouvrières et des territoires délabrés tel celui entre la rue de Pas (emplacement du canal des Poissonceaux avant sa couverture en 1877) et la rue du Nouveau-Siècle qui était un lacis de ruelles et de courées bordées de maisons insalubres rasé vers 1960 pour la construction du complexe immobilier du Nouveau Siècle.

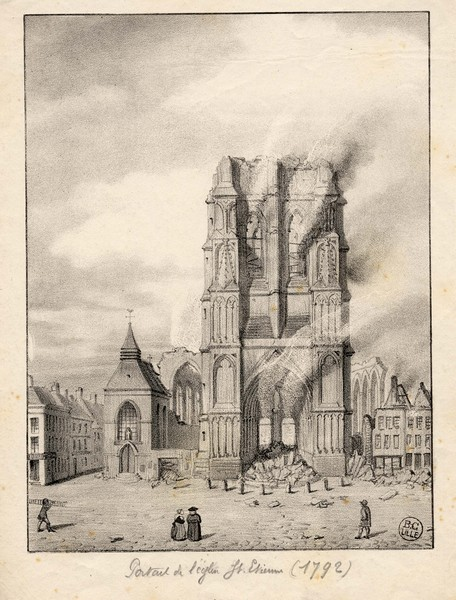
Église St-Etienne en feu en 1792
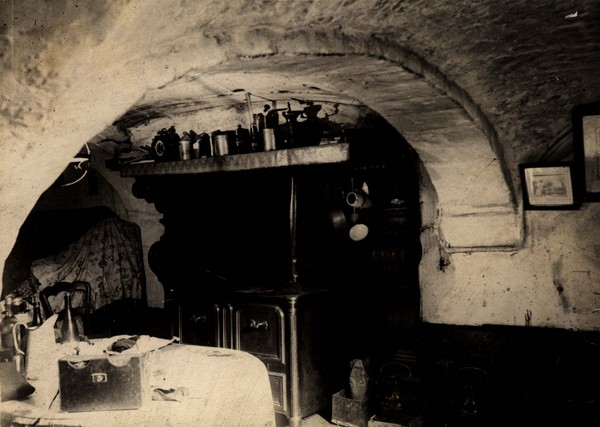
Caves des 4 marteaux logement place du théâtre vers 1900

Dans les années 1860, le quartier est touché par les opérations d'urbanisme de type haussmannien avec les percées de la rue Nationale et de la rue Faidherbe, en 1906 par la création du boulevard Carnot et le réaménagement de la place du Théâtre. Les parties de canaux intérieurs encore à l'air libre particulièrement le canal des Poissonceaux sont recouvertes.
L'îlot des Poissonceaux entre la rue de Pas et la rue du Nouveau-Siècle très délabré dans les années 1960 est remplacé par le complexe immobilier du Nouveau Siècle et les maisons anciennes sur le pourtour sont rénovées et mises en valeur.
Le petit îlot du forum originel entre les rues Basse, de la Clef, de la Bourse et Esquermoise, resté à l'écart de ces transformations et épargné des destructions du siège de 1914 conserve, à l'exception de l'ancienne église Saint-Étienne et de son pourtour détruits en 1792, son réseau de rues dans leur format hérité du Moyen-Âge, bordées de maisons datant en majorité des XVIIe siècle et XVIIIe siècle.